# Ludovicus Baekelandt
Ludovicus Baekelandt of Lodewijk Baekelandt (Lendelede, 17 januari 1774 – Brugge, 2 november 1803) wordt beschouwd als de leider van een roversbende die op het einde van de 18e eeuw in West-Vlaanderen actief was.
Baekelandt werd geboren in een huisje gelegen aan de Beiaardstraat tussen de Beiaardlinde en de uitweg van het Aerdgoed te Lendelede, uit een incestueuze verhouding tussen Carolus Baekelandt en diens stiefdochter Anna-Maria De Jaegere. Hij werd op zesjarige leeftijd (een jaar na het overlijden van zijn vader) uitbesteed bij boerengezin Verraes. Ondertussen woonde hij op de Stinkeputten. Later werd hij boerenknecht bij boer Catulle in Ingelmunster, vanaf 1795 bij de weduwe Schoonheere in Staden. Daar ontmoette hij ook schoenmaker Mattheus Danneel en horlogemaker Jan-Augustijn Busschaert.
In 1799, een jaar na de afkondiging van de bloedwet, liet Baekelandt zich als plaatsvervanger inlijven in het Franse leger, omdat hij daar als vrijwilliger geld voor kreeg. Hij had gehoopt dat hij op die manier gemakkelijk wat geld kon verdienen, maar al snel kreeg hij problemen met de militaire orde en tucht. Hij deserteerde vrijwel onmiddellijk en keerde terug bij de familie Busschaert. Busschaert en Danneel pleegden samen met familie en kennissen verschillende diefstallen in de streek van Staden. Baekelandt hielp een paar keer mee. Hij werd opgepakt eind 1799 als deserteur, deserteerde opnieuw en belandde in Pittem waar hij Amand Simpelaere, een andere deserteur, leerde kennen. Beiden werden opgepakt op 31 oktober 1800 maar deserteerden in Luxemburg, tijdens een veldtocht van het Franse leger naar Oostenrijk
Tussen 19 januari en 19 maart 1801 pleegden ze tien misdrijven, soms bijgestaan door hun minnaressen Belle Van Maele en Ciska Hommee (Ameye).
Baekelandt en zijn trawanten hadden het vooral op eten, geld, juwelen en kleding gemunt. Vanaf 19 maart 1801 werden Baekelandt en zijn bendeleden gevangengenomen voor 22 misdrijven, waaronder struikroverij en diefstallen met inbraak, maar ook doodslag en moord. De bende werd in afwachting van hun proces gevangengezet in de kelder van het Brugse Vrije op de burg in Brugge.
Op 3 augustus 1803 begon het proces onder massale belangstelling in het gerechtshof van Brugge. Meer dan honderd getuigen legden verklaringen af ten laste van Baekelandt. Toen het proces vier maanden later op 20 augustus 1803 afgelopen was, had de jury 590 vragen beantwoord. Het vonnis was bijzonder streng. 21 mannen en 3 vrouwen kregen de doodstraf door onthoofding op het schavot. De anderen werden veroordeeld tot 16 jaar dwangarbeid (de 'ijzers'), of de schandpaal en 16 jaar tuchthuis.
Op 2 november 1803 werden Baekelandt en zijn ter dood veroordeelde trawanten naar hun executieplaats geleid op de grote markt van Brugge, waar ze in de loop van de morgen -onder grote publieke belangstelling- werden terechtgesteld. De ter dood veroordeelden droegen volgens de kroniek een rood hemd en hun handen waren op de rug gebonden.

## Bendeleden die op het proces terechtstonden
- Ludovicus Baekelandt, doodstraf

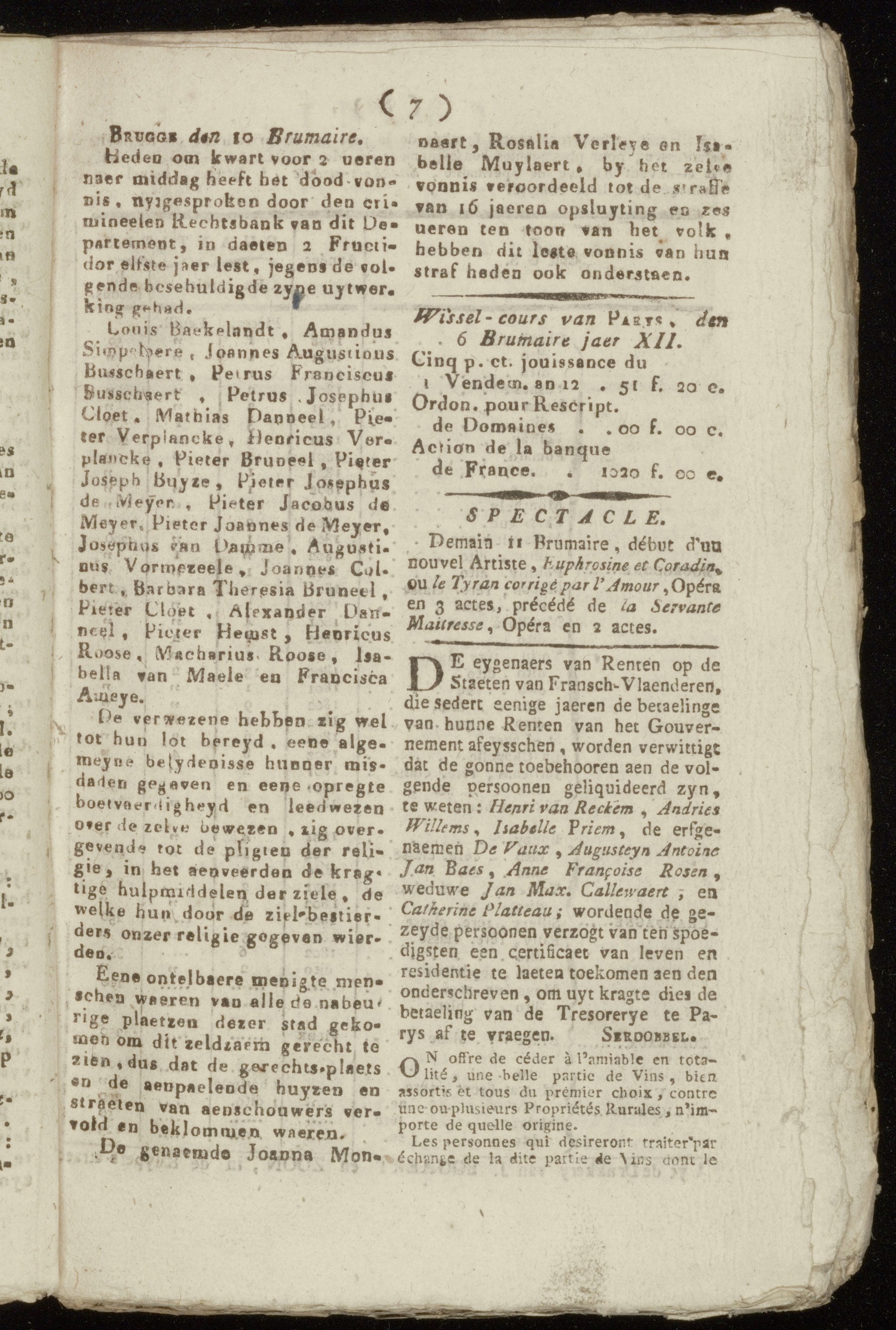
Verslag terechtstelling Bende van Baekelandt in de Gazette van Brugge van 3 nov 1803

- Barbara-Theresia Bruneel “Babe Stuite”, “Baba Sparre” en “Baba Schouts”, doodstraf
- Bruneel, Petrus “Pee Bruneel” of “de Schout” doodstraf
- Anna-Catharina Busschaert, vrijgesproken
- Jan-Augustin Busschaert, doodstraf
- Pieter-Francies Busschaert, doodstraf
- Pieter-Jozef Buyse, doodstraf
- Judocus Claeys, 6 uur schandpaal en 16 jaar dwangarbeid
- Pieter “Pietje Fijn en Grof” Cloedt, doodstraf
- Pieter-Jozef Cloedt, doodstraf
- Jan “'t Molleken” Colbert, doodstraf
- Alexander Danneel, doodstraf
- Maria-Godelieve Danneel, vrijgesproken
- Mattheus Danneel, doodstraf
- Francies De Boever, vrijgesproken
- Pieter-Jacob De Meyer, doodstraf
- Pieter-Jan “Waen Meyer” De Meyer, doodstraf
- Pieter-Jozef “'t Jotten Meyer” De Meyer, doodstraf
- Pieter Hemst, doodstraf
- Francisca Homez, doodstraf
- Jan Hoornaert, vrijgesproken
- Joanna-Theresia “Wanne Lappers” Monnaert, 6 uur schandpaal en 16 jaar in een tuchthuis
- Isabella Muylaert, 6 uur schandpaal en 16 jaar in de gevangenis
- Hendrik Roose, doodstraf
- Macharius Roose, doodstraf
- Amand-Vincent “De Fever” Simpelaere, doodstraf
- Jozef Van Damme, doodstraf
- Isabella “Belle Beitens” Van Maele, doodstraf
- Lieven Verleye, vrijgesproken
- Rosalie Verleye, 6 uur schandpaal en 16 jaar in de gevangenis
- Hendrik-Jozef Verplanke, doodstraf
- Pieter-Jacob Verplanke, doodstraf
- Augustin Vormezele, doodstraf

## In literatuur en populaire cultuur
Een gedetailleerd overzicht van de door de bende van Baekelandt gepleegde misdaden is te vinden in het in 1983 gepubliceerde boek De bende van Bakelandt van Stefaan Top, die over dit onderwerp aan de Katholieke Universiteit Leuven promoveerde en Dichtung van Wahrheit wist te onderscheiden. Leven en dood van Ludovicus Baekelandt en van de leden van zijn roversbende hebben ook meerdere sporen nagelaten in de verhalende literatuur. In 1860 verscheen het vaak herdrukte Baekeland of de Rooversbende van 't Vrijbusch van Victor Huys. In 1870 werd het boek Baekelant en zijne talrijke bende in eene uitgestrektheid van West-Vlaanderen tijdens het einde der 18de en het begin der 19de eeuw van Peter Domien Cracco gepubliceerd. In 1879 verscheen Baekelandt: drama in vijf bedrijven van Joz. Van Hoorde. In 97 afleveringen (en meteen ook in een Franse vertaling) verscheen in 1895 Baekelant, of De voorzaten van Robert en Bertrand van J.B. Jansoone. Tot de bekendste werken die in de twintigste eeuw werden gepubliceerd kunnen vooral het omstreeks 1910 verschenen boek Bakelandt en zijn groote rooverbende uit het Vrijbosch van Abraham Hans en het in 1964 gepubliceerde Dossier Bakelandt van Fred Germonprez vermeld worden. In 2019 verscheen Baekesim. Toneelspel in elf taferelen over de roversbende van Baekelandt van Luc Van den Briele. Door het focussen op enerzijds het einde van de bende en op de belangrijke rol van een paar in de schaduw van Baekelandt acterende bendeleden (Amandus Simpelaere en Françoise Ameye) en anderzijds op de maatschappelijke en psychologische achtergronden van hun crimineel gedrag (o.a. het oorzakelijk verband tussen dit asociale gedrag en allerlei nare ervaringen tijdens de kinder- en jeugdjaren van de hoofdpersonen) brengt Baekesim een enigszins nieuw geluid in de literatuur over de roversbende van Baekelandt.
Sinds 1975 bestaat er een stripreeks Bakelandt van Hec Leemans die geïnspireerd is op Ludovicus Baekelandt. In die reeks wordt Baekelandts bende wel geromantiseerd en voorgesteld als een soort Robin Hood-achtige figuren, wat zij helemaal niet waren.
Een 46 km lange fietsroute, met vertrekpunt in de gemeente Langemark werd naar hem genoemd. In Langemark was er tot 2002 een jaarlijkse Baekelandtstoet en bij die gelegenheid werden Baekelandttaarten gebakken.
Enkele Lendeleedse bakkers sloegen onlangs de handen in elkaar om samen een Baekelandtbrood te bakken, volgens aloude tradities.